# جمعية الشباب الإسلامية في هونغ كونغ
جمعية الشباب الإسلامية في هونغ كونغ ( بالصينية 香港伊斯蘭青年協會)، هي إحدى الجمعيات الإسلامية في هونغ كونغ يقع مقرها في مسجد عمار ومركز عثمان رامجو صديق الإسلامي، تأسست الجمعية في هونغ كونغ البريطانية عام 1973 وفي 26 مايو 1999 أدرجت الجمعية كشركة محدودة بموجب ضمان قانون الشركات.